# Henriette Jørgensen
Nicoline Thomasine Henriette Jørgensen (født 19. juni 1791 i København, død 17. november 1847 i Ølstykke) var en dansk skuespillerinde, datter af bogholder ved den almindelige enkekasse Gert Diderik Jørgensen og Henriette, født Rose.
Jomfru Jørgensen spillede allerede som ung pige jævnlig komedie i "Borups Selskab" og fik derved øjnene op for, med hvilke store dramatiske evner hun sad inde. Det vakte alligevel opsigt, da hun besluttede sig til at debutere på Det Kongelige Teater, thi i hin tid var det en stor sjældenhed, at damer af det højere bourgeoisi helligede sig scenen. Hun kom dog ikke
til at angre dette skridt, thi hun blev snart en af scenens ypperste, og sjælden eller måske aldrig har Det kgl. Teater haft et mere åndsmodent og mere alsidigt talent at opvise. Hun var af middelhøjde med en rank, meget smuk figur, som hun førte med ualmindelig anstand. Ansigtet var ikke regelmæssig smukt, men oplivedes af et par i en sjælden grad intelligente øjne, og den noget hårde talestemme forstod hun at bruge med stor virtuositet såvel i det alvorlige som i det komiske fag.
Mærkelig nok optrådte hun første gang på Det kgl. Teater, hvor hun allerede i oktober 1815, inden sin optræden, fik fast ansættelse, som deklamatrice, i det hun 23. marts 1816 medvirkede ved Mad. Frydendahls aftenunderholdning. Grunden hertil var, at Jfr. J. allerede fra «Borups Selskab», hvor hun var vant til at fremsige prologer og epiloger, var kendt for sin sjældne evne til at fremsige vers, en kunst, hvori hun også bestandig stod som en af de første. Hendes rigtige debut fandt sted 7. maj samme år som Clementine i Besøget og faldt meget heldig ud, da hun i sit fine, gennemdannede væsen og i sin elegante holdning havde ypperlige betingelser for at fremstille verdensdamen; men allerede hendes 2 påfølgende roller – Magdelone i Julestuen og Goneril i Kong Lear – skulle vise, hvor omfattende hendes talent var. Der fandtes så at sige ikke det fag, hvori hun ikke var i stand til at gøre fyldest; hun, der den ene aften spillede dronning Elisabeth i Maria Stuart med sand kongelig højhed, kunde aftenen derpå opvise et lune så bredt, så fyldigt og saftfuldt, at hun endnu lenge i mange komiske roller – Madam Rust i Sparekassen eksempelvis – stod som uovertruffen på den danske skueplads.
Af hendes stærkt vekslende repertoire kan nævnes: 1816 Fru Møenstrup i Dyveke, 1817 Lady Milford i Kabale og Kjærlighed, 1818 Birgitte i Røverborgen, 1820 Dronning Bera i Hagbarth og Signe, 1821 Nille i Erasmus Montanus, Philocyne i Melampe, 1822 Lady Sneerwell i Bagtalelsens skole, 1825 Lady Macbeth, 1826 Frøken Trumfmeier i Aprilsnarrene, Thusnelda i Stærkodder, 1828 Grethe i Kjærlighed uden Strømper, 1829 Dronningen i Hamlet, 1832 Magdelone i Det lykkelige Skibbrud, 1833 Deborah i Tordenskjold, Ragnhild i Dronning Margareta, 1834 Baronesse Pelikan i Kjærlighed ved Hoffet, 1837 Fru Guldborg i Svend Dyrings Hus, 1839 Morgiane i Aladdin, 1843 Fru Bittermandel i Aprilsnarrene.
Allerede i begyndelsen af fyrrerne begyndte hun at tale om at trække sig tilbage fra scenen, thi hvad hun mindst af alt ville, var at overleve sig selv. Måske anede hun allerede den gang, at hun bar på den sygdom, der skulde lægge hende i graven. Hun optrådte sidste gang 26. juni 1845 som Else Skolemesters i Barselstuen. I hende mistede den danske skueplads ikke blot en kunstnerinde af allerførste rang, men en kvinde, der ved sin sjældne intelligens, sit ædle hjærte og sin uplettede karakter var højagtet og elsket af alle.